# Katonai attasé

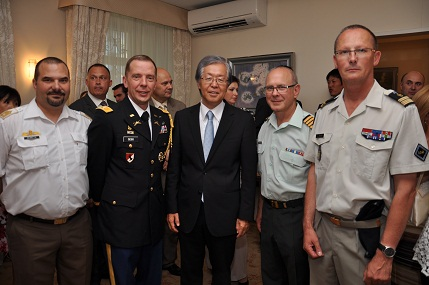
Katonai attasék a japán nagykövet által adott fogadáson Kijevben. A magyar attasé a balszélen

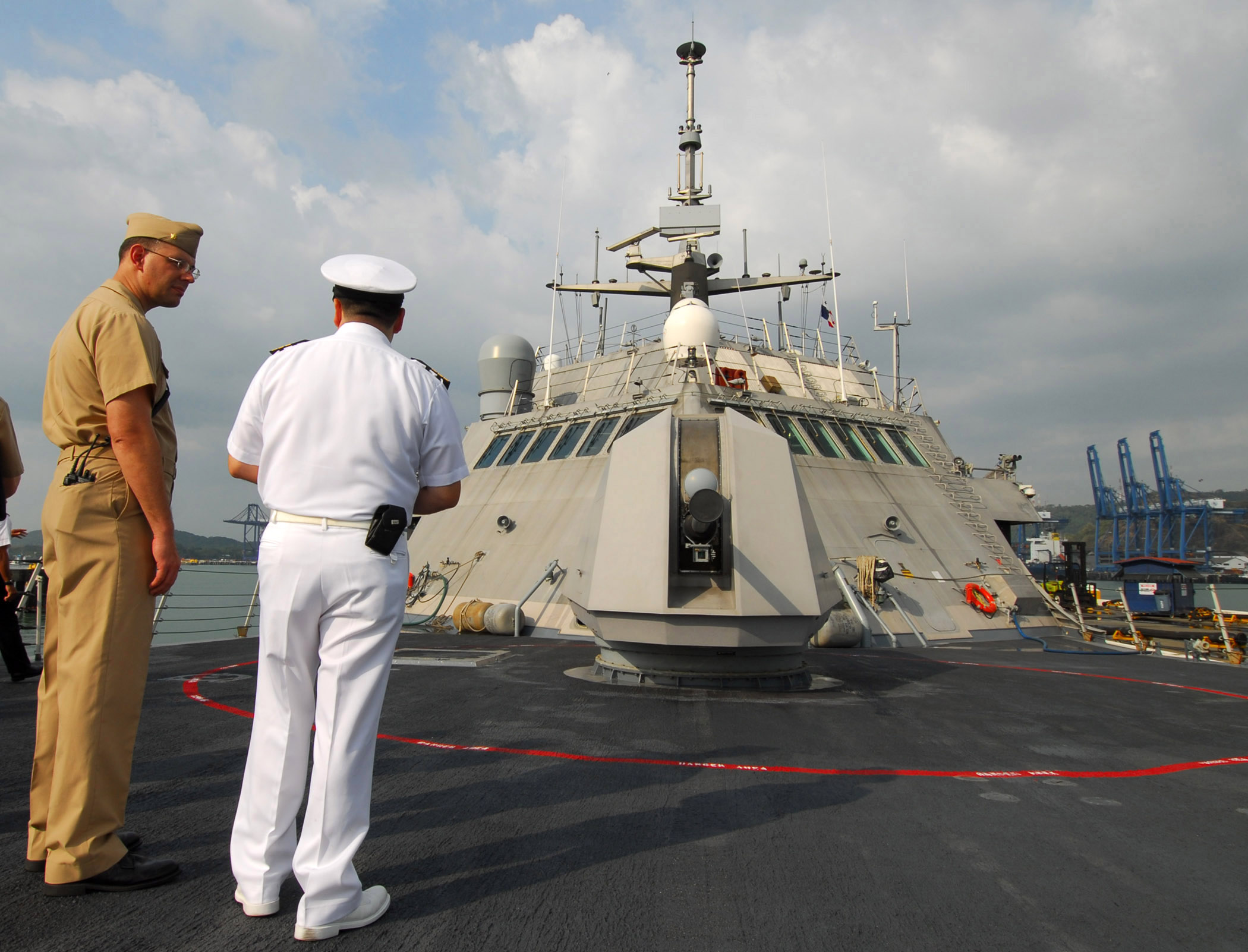
Chilei katonai attasé látogatást tesz egy amerikai hadihajó fedélzetén

A katonai attasé (angolul military attaché) a diplomáciai misszió tagja, a küldő állam védelmi minisztériumának és haderőnemeinek képviselője, aki fogadó ország haderejénél a saját országának fegyveres erőit képviseli. Diplomata jogállással rendelkezik, ebből kifolyólag ugyanazok a diplomáciai mentességek és kiváltságok illetik meg, mint a diplomáciai testület többi képviselőjét. Feladata a katonadiplomáciai teendők ellátása mellett az információszerzés a fogadó ország haderejéről. A katonai attasé általában a küldő ország katonai hírszerzésének kötelékébe tartozik. Diplomáciai rang szerint a tanácsosok közé sorol, emellett megőrzi katonai rendfokozatát is. (Diplomáciai rangja nem tévesztendő össze az egyszerű attasééval, amely rang a legalacsonyabbak közé tartozik, fiatal, kezdő diplomaták viselik.) Nagyobb haderővel, haditengerészettel rendelkező országok esetében külön légügyi és haditengerészeti attasék is szolgálhatnak a külképviseleteken. Közülük a vezető személyt védelmi attasénak nevezik (amerikai angolul defense attaché). Nagyobb országok katonai vagy védelmi attaséi a diplomáciai képviseleteken belül katonai attaséi hivatalokat vezetnek, amelyekben alacsonyabb rendfokozatú és diplomáciai rangú katona-diplomaták tevékenykednek.
A diplomáciai misszió más tagjaihoz képest eltérően a védelmi, katonai, légügyi illetve tengerészeti attasék nevét a fogadó ország előzetesen jóváhagyás miatt bekérheti.
Az önálló magyar katonai attasé szolgálat 1918-tól fokozatosan alakult ki.

## Feladata, funkciói
A katonai attasék feladatai közé sokáig csupán az tartozott, hogy a fogadó ország fegyveres erőit megfigyelje, nyomon kövesse a fejlesztéseket és szoros kapcsolatot tartson az ottani katonai elittel. Mindez a 19. századi európai diplomáciai szokásokból eredezett és egészen az 1980-as évek végéig tartott. A vasfüggöny lebontásával a katonai attasék szerepköre is kibővült, megváltozott. Sokkal nagyobb hangsúlyt fektetnek a szövetségesekkel való kapcsolattartásra, együttműködésekre, tréningekre, fejlesztésekre, békefenntartásra és a biztonságpolitikára. A katonai attasék részt vesznek tárgyalásokon, találkozókon, védelmi együttműködési programokat dolgoznak ki, humanitárius akciókban vesznek részt, együttműködnek a helyi katonai erőkkel technológiai, kiképzési információk megosztásában, mindezáltal elősegítve az országok közötti bizalomépítést.

## A fegyveres erők és a diplomácia, a katonai diplomácia
Manapság egyre nagyobb kapcsolat van a fegyveres erők és a diplomácia között és a kettő nem elválasztható egymástól. Az újszerű biztonságpolitikai kihívások arra késztetik mind a tradicionális diplomáciát, mind a katonaságot, hogy nagyobb szintű együttműködést létesítsenek egymással, illetve igyekeznek előtérbe helyezni a diplomáciai megoldásokat. Ahogy Obama egy 2014. januári State of the Union országértékelő beszédében mondta: „Erősen hiszek abban, hogy a vezetői pozíciónk és a biztonságunk nem függhet csupán a kiváló hadseregünkön. A komplex kihívások világában a vezető pozíciónk és a biztonságunk függ a hatalmunk minden egyes területétől, beleértve az erős és szilárd diplomáciát.”
A katonai diplomácia szorosan kapcsolódik a katonai attaséhoz és munkájához. A katonai diplomácia célja, hogy az adott ország védelmi minisztériumával együttműködve elősegítse az ellenséges viszony megszüntetését, a baráti kapcsolatok kiépítését, a bizalomépítést és fenntartást és hozzájáruljon a demokratikusan elszámoltatható fegyveres erők fejlesztésében, ezáltal nagyban hozzájárulva a konfliktusok megelőzéséhez és megoldásához.

## Története
A katonaiattasé-szolgálat története a 17. században, a  harmincéves háborúban kezdődött, amikor a franciák katonatiszteket küldtek külföldre azzal a céllal, hogy hivatalos összeköttetést teremtsenek a külföldi katonai szervezetekkel, és egyben figyeljék a katonai tevékenységeket, azaz hírszerzést folytassanak. A nagykövetségeken a 18. században jelentek meg a katonai attasék, összefüggésben a fejlettebb védelmi intézmények kialakulásával és nem utolsósorban a gyarmatosítással.
A modern hadügy kialakulásával és a diplomáciai tevékenység fejlődésével egyre fontosabbá vált a nagyhatalmak részéről az egymás közötti katonai kapcsolatok ápolása, valamint a rendszeres információszerzés érdekében szakképzett tisztek, állandó katonai megfigyelők delegálása külképviseleteikre. Franciaország 1806-tól, Poroszország 1817-től, Oroszország 1838-tól kezdve küldött ki követségeire katona-diplomatákat.
Az egyik első neves katonai attasé egy Párizsban 1856 és 1881 között szolgáló brit tábornok volt, Edward Stopfort Claremont, akit a krími háború során a francia hadsereg szolgálatába állítottak. 
A katonai attaséknak már komoly szerepük volt az orosz–japán háborúban, ahol többek között az amerikai katonai attasék az amerikai nagykövetnek adtak tanácsot és összekötőként dolgoztak az Egyesült Államok hadserege és a japán birodalmi főhadiszállás között. Emellett több nyugati hatalom is alkalmazott számos katonai attasét a háborúban megfigyelőként. 
A 20. század drámai változásokat hozott a korszerű fegyverek és fegyverrendszerek elterjedésében és ezzel párhuzamosan a hírszerzés iránti igény erősödésében, ennek megfelelően a katonai, illetve gyakran használt modern elnevezésükön a védelmi attasék száma gyorsan növekedett. 

### Ausztria és az Osztrák–Magyar Monarchia katonai attaséi szolgálata
A Habsburg-birodalomban 1810-ben küldtek ki először külképviseletre úgynevezett „attachierter Offizier" beosztásba katonatisztet. A Radetzky és Metternich által kiadott alaputasításuk feladatukká tette a megfigyelendő állam katonai potenciáljának teljes felderítését, de kifejezetten megtiltotta olyan eszközök felhasználását, amelyek a kémkedés fogalmához tartoznak és így a szolgálatot kompromittálhatnák.
A 19. század második felében a katonai attasé szolgálat munkájának irányítása a vezérkar hírszerző szervének, a Nyilvántartó Irodának, (Evidenzbüro) a hatáskörébe tartozott. Franz Conrad von Hötzendorf tábornok, vezérkari főnök ragaszkodott ahhoz, hogy a politikai kérdésekről is közvetlenül tájékozódjék a katonai attasék útján, a külügyminisztérium megkerülésével.
A katonai attasék feladatkörének legfontosabb része a fogadó állam katonai képességeinek felderítése volt, azonban szigorúan tilos volt ügynököket beszervezniük, foglalkoztatniuk. Az ilyen jellegű személyes kapcsolatok kiépítése azonban a gyakorlatban nélkülözhetetlen volt a munkájukhoz. Ezért már ekkor, mint ahogy a későbbiekben is, a katonai attasénak kellett megtalálnia a bizonytalan határt tevékenységének legális és illegális eszközei között.
Az Osztrák–Magyar Monarchiában magyar hírszerző, vagy katonadiplomáciai szolgálat nem volt, mivel a kiegyezési törvény a külügyet és a hadügyet a közös ügyek közé sorolta. A szolgálatnak csekély számban azért voltak magyar vezérkari tiszt tagjai, mint például Tánczos Gábor, Dáni Béla, Horváth Kálmán katonai attasék, valamint Jankovich Arisztid, akit kineveztek, de kiküldetésére már nem került sor. Az Evidenzbüróban szolgált Stojakovics (Sztójay) Döme és Czibur Andor. Nevezettek 1918. november után a Magyar Királyi Honvédségnél folytatták pályafutásukat.

### Az Egyesült Államok védelmi attaséi szolgálatának története
Az Egyesült Államok 1889-ben küldött katonai attasékat Londonba, Berlinbe, Párizsba, Bécsbe és Szentpétervárra. 1896-ban már Rómában, Madridban és Brüsszelben is szolgáltak katonai attasék. 1918-ban 24 katonai attasét akkreditáltak 28 fővárosban (némelyiküket tehát több helyen is), valamint 15 haditengerészeti attasét 18 fővárosban. 1936-ban már a külföldi katonai attasék hivatalaiban már összesen 464 tiszt dolgozott. 1945-ben 45 fővárosban voltak jelen. 
1948-ban az amerikai hadsereg és a légierő 59 országban összesen 258 tisztet foglalkoztatott az attaséi hivatalokban, a haditengerészet pedig 120 tisztet 43 országban. A létszám ezután is gyorsan növekedett, 1949-ben már 2.049 tiszt szolgált ilyen beosztásokban; majd 1950-ben átfogó csökkentésre került sor, 36 állomáshelyet bezártak, és az összes tiszt létszámát 35%-kal 1.458-ra csökkentették. 
1956-ban már csak 166 attaséi poszt volt 71 országban: 68 tiszt a hadsereg, 53 a légierő és 45 a haditengerészet képviseletében. Ugyanakkor Washingtonban 60 ország 121 attasét foglalkoztatott. 
Az Egyesült Államok 1965-ben hozta létre újabb átszervezés nyomán az egységes védelmi attaséi szolgálatot (Defense Attaché System) a Védelmi Hírszerző Ügynökség (Defense Intelligence Agency, DIA) alárendeltségében.
Az egyik leghíresebb incidens egy amerikai katonai attaséval történt 1985-ben. Arthur D. Nicholsont 1985. március 24-én lőtték le a szovjetek Kelet-Németországban, Ludwigslust közelében miközben egy szovjet páncéloslaktanyát fotózott. Ez volt Mihail Gorbacsov első külpolitikai krízise, aminek hatására a Szovjetunió és az Egyesült Államok között felerősödött a diplomáciai feszültség és ami miatt az amerikaiak kiutasítottak egy szovjet katonai attasét.

## Fordítás
- Ez a szócikk részben vagy egészben  a   Defense Attaché System című angol Wikipédia-szócikk ezen változatának fordításán alapul.  Az eredeti cikk szerkesztőit annak laptörténete sorolja fel. Ez a jelzés csupán a megfogalmazás eredetét és a szerzői jogokat jelzi, nem szolgál a cikkben szereplő információk forrásmegjelöléseként.